# Mirte van Koppen
Mirte van Koppen (Pijnacker, 13 april 2006) is een voetbalspeelster uit Nederland. Ze speelt als aanvaller voor Ajax in de Vrouwen Eredivisie.

## Clubcarrière
Van Koppen begon met voetballen bij DSVP in Pijnacker. Na het seizoen 2021/22 ging Van Koppen deel uitmaken van het Ajax talententeam. Daarnaast kwam ze uit voor Jong Ajax in de Vrouwen Eerste divisie. Met dit team werd ze in het seizoen 2022/23 kampioen van de eerste divisie, waardoor ze in het volgende seizoen met haar team mocht uitkomen in de KNVB Beker. Op 14 maart 2024 nam Van Koppen het met Jong Ajax in een historische KNVB-bekerwedstrijd op tegen het eerste elftal van Ajax. Van Koppen wist in dit duel de eretreffer voor de Amsterdamse talenten te maken.
In de voorbereiding op het seizoen 2024/24 maakte Van Koppen deel uit van de hoofdmacht van de Amsterdammers. Op 31 augustus 2024 mocht ze in de wedstrijd om de Supercup tegen landskampioen FC Twente haar officiële debuut voor Ajax maken, door in 62ste minuut in te vallen voor Danique Tolhoek.
In juni 2025 tekende Van Koppen een tweejarig contract bij Ajax.

## Statistieken
| Seizoen | Club      | Competitie             | Competitie | Competitie | Beker | Beker | Overig | Overig | Totaal | Totaal |
| Seizoen | Club      | Competitie             | Wed.       | Dlp.       | Wed.  | Dlp.  | Wed.   | Dlp.   | Wed.   | Dlp.   |
| ------- | --------- | ---------------------- | ---------- | ---------- | ----- | ----- | ------ | ------ | ------ | ------ |
| 2023/24 | Jong Ajax | Vrouwen Eerste divisie | ?          | ?          | 2     | 0     | 0      | 0      | 2      | 0      |
| 2024/25 | Ajax      | Vrouwen Eredivisie     | 1          | 0          | 0     | 0     | 2      | 0      | 3      | 0      |
| Totaal  | Totaal    | Totaal                 | 1          | 0          | 2     | 0     | 2      | 0      | 5      | 0      |

Bijgewerkt t/m 3 juni 2025.

## Interlandcarrière
Van Koppen debuteerde op 17 november 2021 als jeugdinternational van Nederland -16 in een wedstrijd tegen de leeftijdsgenoten van België. In 2024 maakte Van Koppen haar debuut voor Nederland -19 in een wedstrijd tegen Duitsland. Van Koppen werd op 3 juli 2024 door bondscoach Sherida van Bruggen opgenomen in haar selectie voor het EK -19 in Litouwen. Mede door een doelpunt van Van Koppen wist Nederland -19 zich in het derde groepsduel te plaatsen voor knock-outfase. Nederland -19 behaalde de finale, waarin Spanje -19 na verlenging te sterk was.
1 Van Eijk ·
3 Van der Veen ·
4 Den Turk ·
6 Van de Velde ·
7 Van Egmond ·
8 Spitse  ·
9 Tolhoek ·
12 Van Hensbergen ·
13 Niënhuis ·
15 Kaagman ·
16 Noordman ·
17 Jansen ·
18 Keijzer ·
19 T. Hoekstra ·
20 Yohannes ·
21 Van Gool ·
22 Sabajo ·
23 Keukelaar ·
24 De Klonia ·
25 De Sanders ·
26 Kardinaal ·
27 Buikema ·
31 Van der Wal ·
Coach: De Reus
· Assistent-coach: Luiten